# Ordre de la Mère
 (août 2025).
L'Ordre de la Mère (en biélorusse: Ордэн Маці) est une décoration de l'État de la République de la Biélorussie, attribuée à des mères possédant la nationalité biélorusse ayant mis au monde et élevé cinq enfants ou plus devenus citoyens biélorusses à leur tour. Il a été établi par l'Arrêté du Conseil Suprême N.º 3726-XII du 13 avril 1995 de la République de la Biélorussie.

## Critères d'obtention
L'Ordre de la Mère est attribué à des mères de citoyenneté biélorusse ayant mis au monde cinq enfants ou plus qui à leur tour sont devenus des citoyens de la République de la Biélorussie.
L'Ordre de la Mère s'octroie une fois que le cinquième fils atteint l'âge d'un an à la condition que les quatre autres fils de cette mère soient toujours en vie.
Il est aussi pris en compte les fils:
- Adopté dans la forme prescrite par la loi;
- Morts ou disparus pour la défense de la Patrie et des intérêts de l'État, l'accomplissement du devoir civique de sauver la vie humaine, assurer la loi et l'ordre, ainsi que ceux qui meurent par suite de lésions ou des maladies reçues dans ces circonstances, ou à la suite d'un accident de travail ou d'une maladie professionnelle.

L'insigne se porte sur la gauche de la poitrine et par dessus d'autres ordres et médailles éventuellement reçues par la récipiendaire.